# Monts Capitan
Pour les articles homonymes, voir Capitan.
Les monts Capitan (anglais : Capitan Mountains) sont une chaîne de montagnes du Nouveau-Mexique, aux États-Unis. Ils culminent à 3 109 mètres d'altitude. L'entièreté de la chaîne relève du comté de Lincoln et de la forêt nationale de Lincoln.

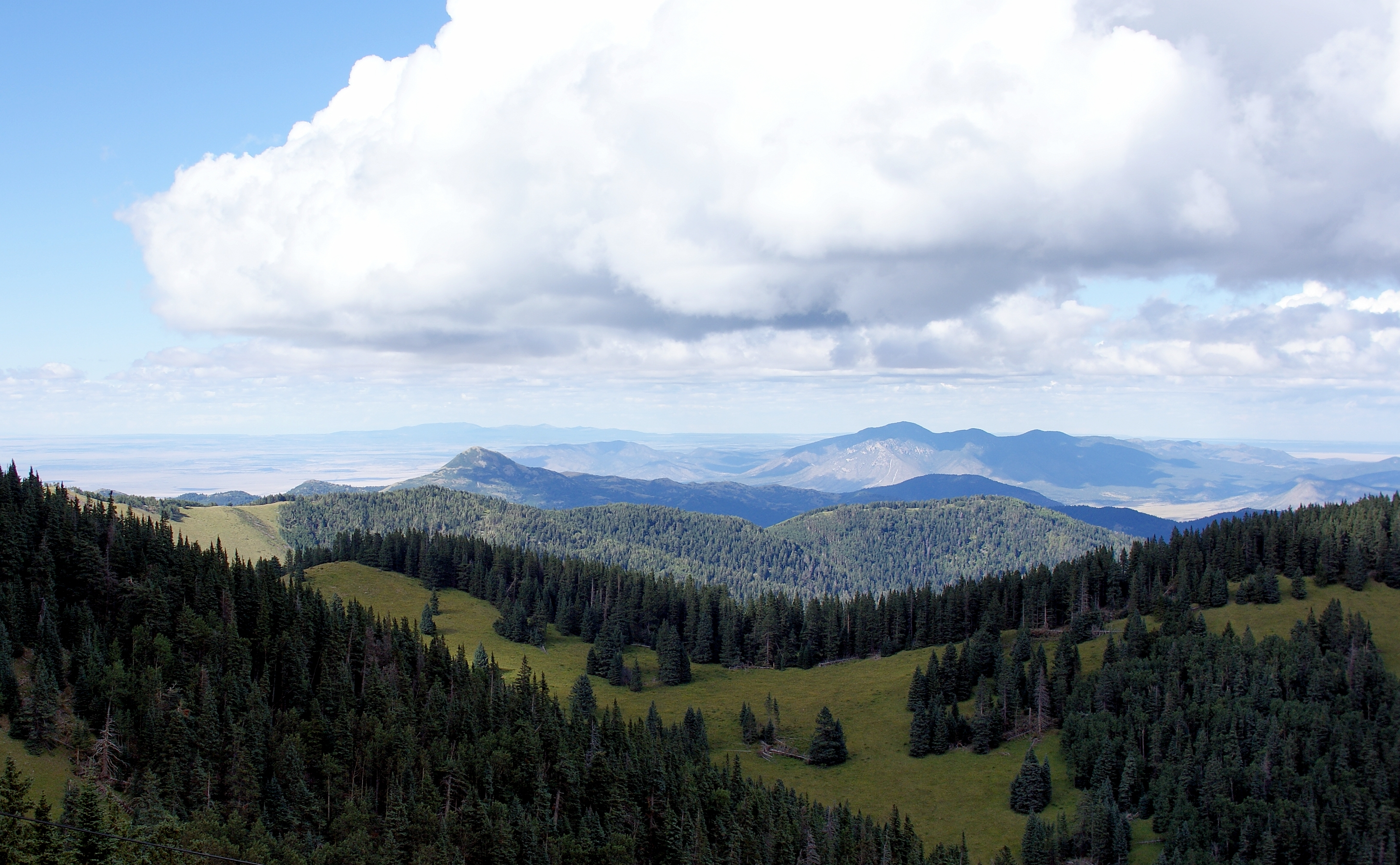
Vue des monts Capitan.